# Argo (zvrst jezika)
Argó (argot v francoščini in španščini pomeni »sleng«) je jezik, ki ga različne skupine, npr. tatovi, uporabljajo, da njihovi pogovori ne bi bili razumljivi neznancem. Primer je papajščina, kjer se za vsak samoglasnik postavi še p in isti samoglasnik. Npr. namesto »Paprika je dozorela« bi rekli »Papapripikapa jepe dopozoporepelapa«.
Najzgodnejša omemba izraza argot v tem kontekstu je bila v dokumentu leta 1628. Beseda je bila verjetno izpeljana iz poimenovanja les argotiers, kakor so takrat imenovali skupino tatov. Eden prvih, ki je poglobljeno preučeval argo, je bil francoski pisatelj Victor Hugo. V svojem romanu Nesrečniki ga je opisal kot »jezik teme« in »jezik nesrečnikov«. Bruce Sterling je argo opredelil kot »namenoma hermetični jezik majhne klike znanja«.

## Pisni primeri slovenskega argója
- Tasič, Darja; Novak, Iztok; Kopše Pišec, Peter: Štajerski .-árgo : jezikovni priročnik za vse Štajerce in Neštajerce, Založba Pivec, Maribor, 2021 ISBN - 978-961-7103-21-2  (COBISS)